# Edmon Lucien De Decker
Edmon Lucien De Decker (Brussel, 21 mei 1813 - Mechelen, 30 december 1893) was een Belgisch rooms-katholiek geestelijke.

## Levensloop
De Decker werd geboren in een welstellende familie. Hij werd in 1842 tot priester gewijd en hij werd leraar aan het college "In den Bruel" te Mechelen. In 1845 werd hij professor aan het Groot Seminarie van Mechelen. In 1859 werd hij erekanunnik en in 1862 kanunnik-titularis en aartsdiaken van het kapittel van de Sint-Romboutskathedraal. Op 25 september 1892, bij de viering van zijn 50-jarig priesterschap, werd De Decker getroffen door een beroerte. Hij overleed ruim een jaar later op 80-jarige leeftijd.

## Congregatie
In 1841 werd De Decker belast met de leiding van de sodaliteit (broederschap) van de aloysianen in Mechelen, die in 1842 werd omgevormd tot een congregatie die zijn naam kreeg. Daar kregen minder begoede jongeren vanaf 12 jaar godsdienstig onderwijs en passende ontspanning. In 1844 waren er twee afdelingen, een voor de 12- tot 16-jarigen en een voor de niet-gehuwde 16-plussers. Later kwam daar ook een afdeling voor getrouwden bij. De Decker verzamelde fondsen voor de bouw van een kapel en lokalen voor zijn congregatie. In 1873 werd er binnen de congregatie een koor opgericht en in 1890 een spaarkas. De congregatie bleef actief tot de Eerste Wereldoorlog.

## Eerbewijzen
In 1906 werd aan het lokaal van de Congregatie De Decker een gedenksteen van beeldhouwer Hendrik Van Perck onthuld met de tekst "Aan den grooten volksvriend Kan. De Decker". De Peperstraat in Mechelen kreeg in dat jaar ook de nieuwe naam Kanunnik De Deckerstraat.

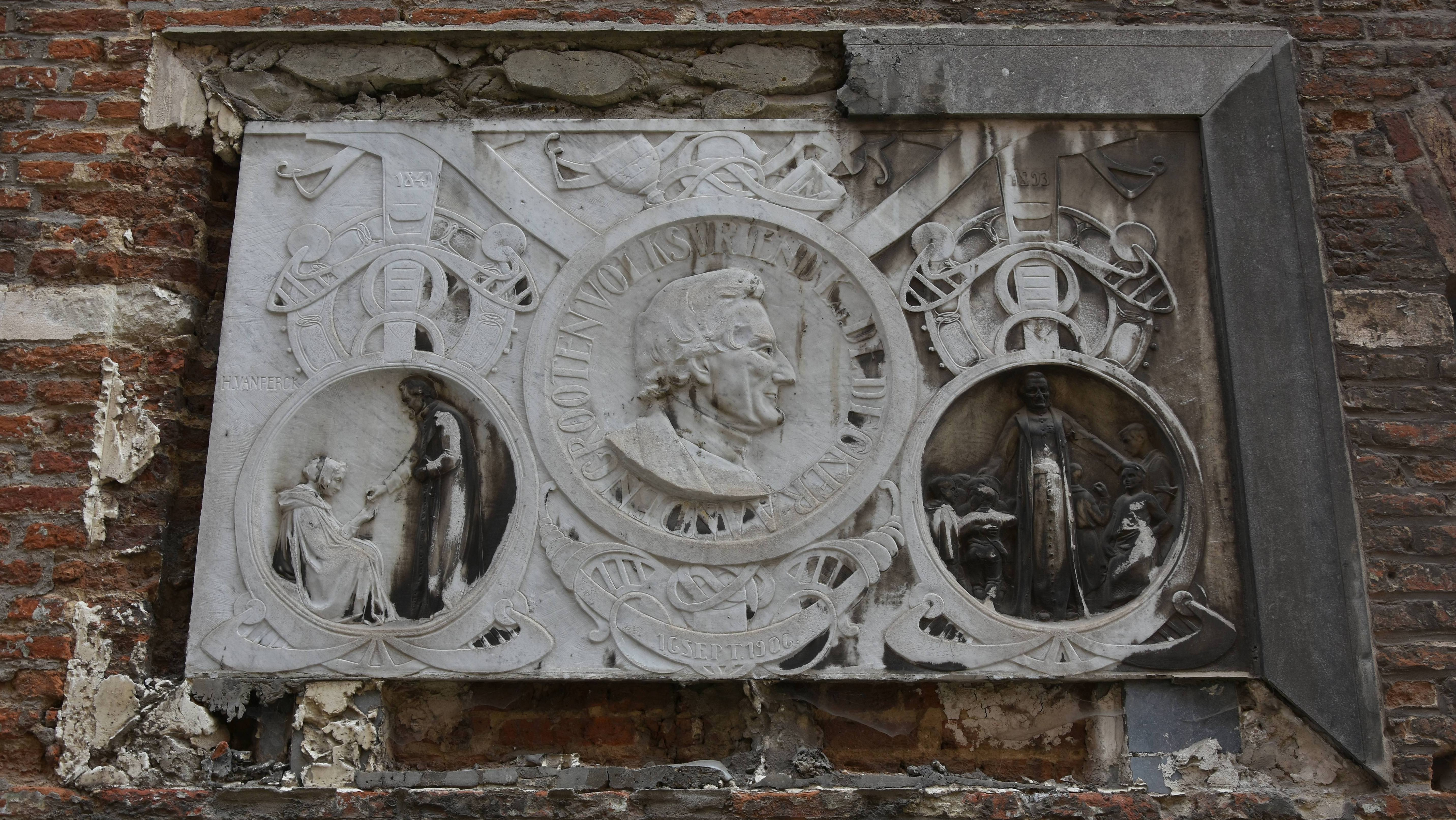
Gedenksteen voor kanunnik De Decker